# Malden, Missouri
Malden är en ort i Dunklin County i Missouri. Vid 2010 års folkräkning hade Malden 4 275 invånare.